# Soyuz Music
Soyuz Music wurde 2001 in Moskau innerhalb der Unternehmensgruppe Soyuz gegründet, die auf dem russischen Unterhaltungsmarkt tätig ist.

## Musiker (Auswahl)
Soyuz Music veröffentlichte über 3500 Titel, darunter Künstler wie:
- 50 Cent
- Adele
- Blackmore’s Night
- Eric Burdon
- Alice Cooper
- Deep Purple
- Duran Duran
- Kiss
- Yngwie Malmsteen
- Marilyn Manson
- Motörhead
- Placebo
- The Prodigy
- Whitesnake
- The Who
- Fools Garden
- Wutbürger

Auch lokale Acts wie Lyapis Trubetskoy, Leningrad, Mujuice, Bravo, Gleb Samoilov, Nogu Svelo wurden veröffentlicht.

## Partner
- Cooking Vinyl
- Domino
- earMusic/Edel
- Kobalt
- Nuclear Blast
- PIAS
- SPV
- Union Square
- ACE
- AFM
- Cargo Germany
- Century Media
- Eagle Rock
- Earache
- Membran
- Ministry of Sound
- Music on Vinyl
- Plastichead
- Snapper
- ZYX Music